# ساندر ترپهاوس
ساندر ترپهاوس (به هلندی: Sander Terphuis) (با نام اصلی احمد قلیچ‌خانی زاده ۱۳۵۱ خورشیدی؛ سه راه‌آذری تهران) حقوقدان ایرانی-هلندی است. او نیمه‌بینا است. ساندر در هجده سالگی از ایران به هلند مهاجرت نمود و در هلند به تحصیل حقوق پرداخت و وارد عالم سیاست گردید.
نام او در جریان کارزاری که برای مخالفت با مجرم شناختن مهاجران غیرقانونی به راه انداخت در هلند پرآوازه شد.